# Adoxotoma sexmaculata
Adoxotoma sexmaculata is een spinnensoort in de taxonomische indeling van de springspinnen (Salticidae).
Het dier behoort tot het geslacht Adoxotoma. De wetenschappelijke naam van de soort werd voor het eerst geldig gepubliceerd in 2010 door Gardzińska en Żabka.

## Voorkomen
De soort komt voor in West-Australië.